# Descubrimiento

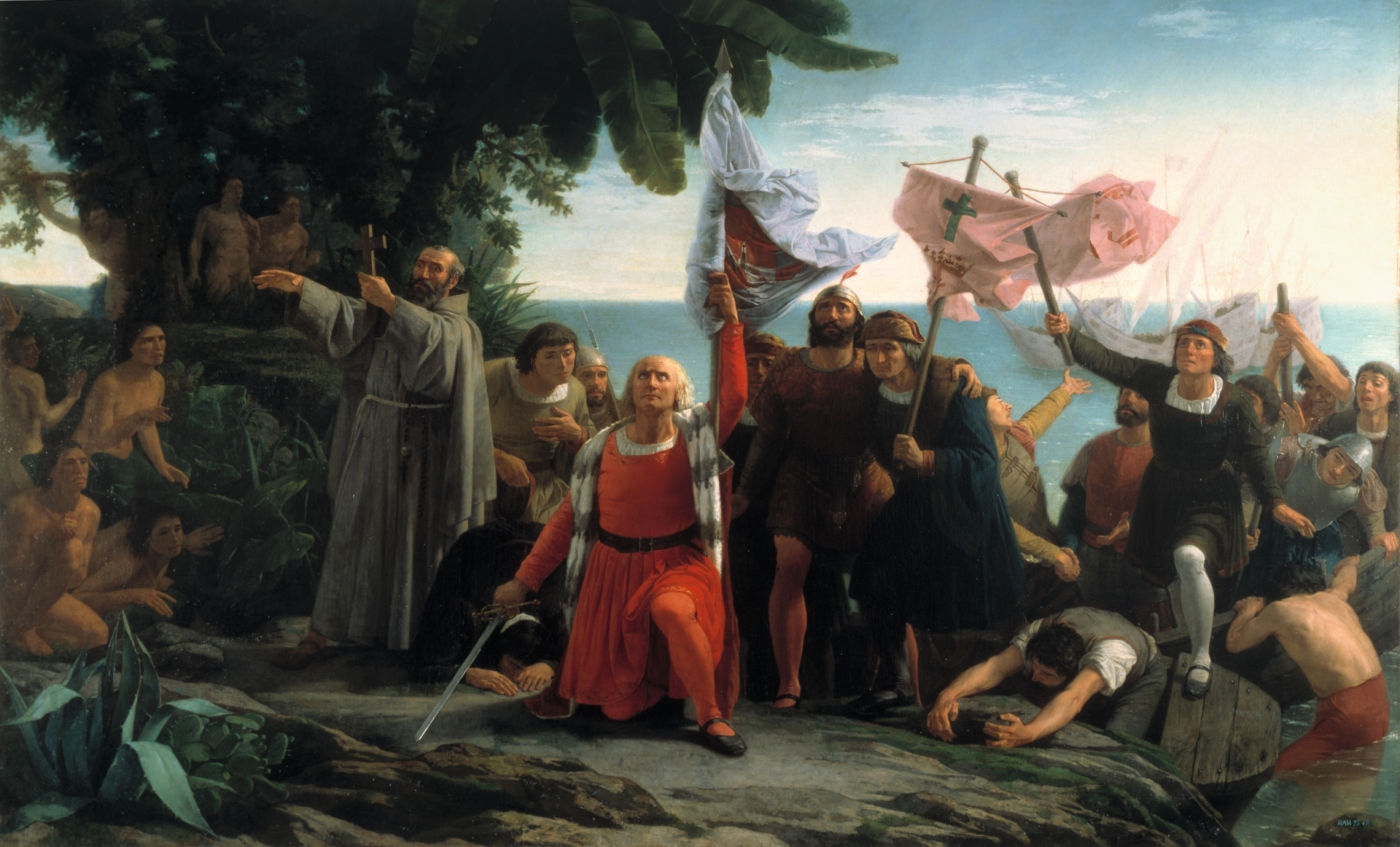
Descubrimiento de América.

Un descubrimiento es la observación novedosa u original de algún aspecto de la realidad, que puede ser, por ejemplo, un fenómeno natural, o el hallazgo, encuentro o manifestación de un aspecto de la realidad natural o social que estaba oculto y secreto o era desconocido.

## Etimología.
El DRAE define la palabra "descubrimiento" como el “hecho de descubrir”,  “Venir en conocimiento de algo que se ignoraba”, es decir, la acción y efecto de descubrir, mientras que este verbo procede del latín tardío discooperīre. Esta palabra latina tuvo una formación compleja, con un doble prefijo sobre el verbo operire ("cubrir" -mientras que este verbo procede del latín cooperire, "tapar"-). El prefijo dis- no se utiliza aquí en el sentido que tiene en el latín clásico ("separación por múltiples vías"), sino en el que tiene el prefijo castellano des- ("invertir una acción ya hecha"); de modo que el significado del término es "destapar lo que está tapado o cubierto", que es la segunda acepción del DRAE, siendo la primera "manifestar, hacer patente". Las más ajustadas a los conceptos geográfico y científico del término son la tercera y la quinta: "hallar lo que estaba ignorado o escondido, principalmente tierras o mares desconocidos", "venir en conocimiento de algo que se ignoraba". En su forma pronominal ("descubrirse") significa quitarse el sombrero o darse a conocer.

## Descubrimientos científicos

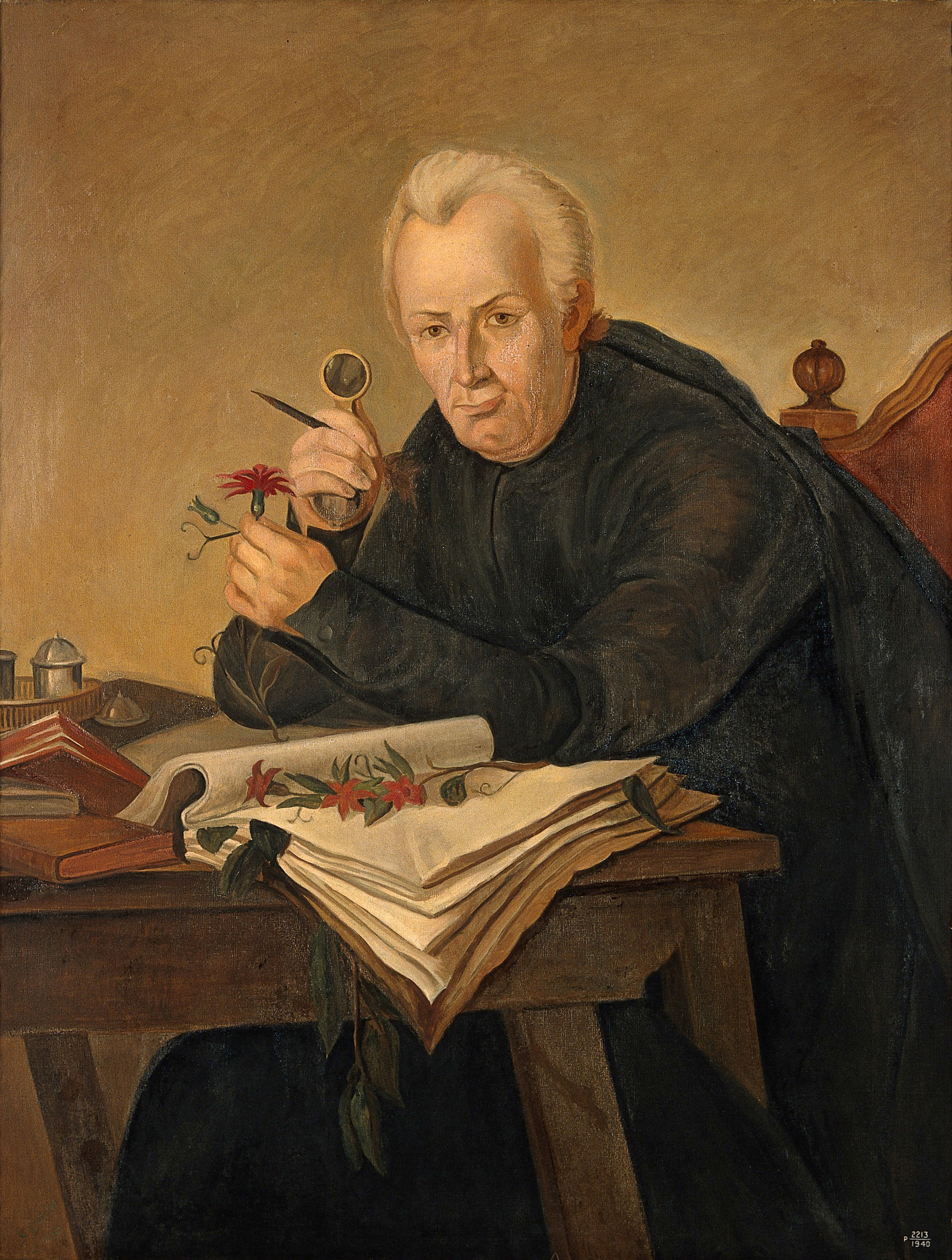
José Celestino Mutis estudiando un ejemplar botánico. La costumbre en nomenclatura científica es conceder al "descubridor" la denominación de las especies que "descubre" (por ejemplo, la Mutisia que aparece en la imagen), y el establecimiento de una abreviatura (en su caso "Mutis"). Costumbres similares caracterizan los descubrimientos astronómicos o de los elementos químicos.

Los descubrimientos científicos no son obra personal de un genio, sino de grupos de personas, sea en equipos o por la suma de esfuerzos sucesivos de individuos o grupos humanos ("a hombros de gigantes"). Algunos descubrimientos científicos son resultado de búsquedas metódicas (como la que condujo a la confirmación de la existencia de Urano, Neptuno y Plutón) y otros llegan repentinamente a la conciencia del investigador como una revelación (insight o epifanía -el Eureka en la bañera de Arquímedes que formuló el principio físico que lleva su nombre, o el “manzanazo” de Isaac Newton que le llevó a formular sus teorías en el campo de la Física, o el despertar de August Kekulé tras un sueño cuyos símbolos le permitieron descifrar la estructura química del benceno-); otros éxitos llegan por insistencia en un error (las leyes de Kepler, quien había prometido solemnemente no abandonar la teoría geocéntrica y muy a pesar suyo no pudo confirmarla) o aparentemente se deben al azar (la muestra contaminada de Alexander Fleming que llevó al descubrimiento de la acción antibiótica de la penicilina). No obstante, el propio concepto de serendipia (hallazgo inesperado realizado en el transcurso de una búsqueda) implica que todos son el fruto de procesos de investigación sistemática consciente muy prolongados en el tiempo. De hecho, lo que no es propio de la innovación científica es precisamente la simple verificación de lo que se plantea para confirmar lo que ya se cree conocer. El método científico se basa no en la perpetuación, sino en la falsación de las teorías científicas, aunque tal cosa no suceda habitualmente, sino solo durante los revolucionarios cambios de paradigma científico.
Un descubrimiento científico debe ser formalizado por una teoría validada por la experimentación. El experimento consiste en la identificación de una señal correspondiente a la hipótesis. No obstante, siempre existe un determinado nivel de "ruido" que enmascara más o menos la señal o proporciona un "falso positivo". La noción de "sigma", vinculada a la desviación típica, permite cualificar la probabilida de que la señal esté bien asociada a la teoría. Se distinguen seis niveles de precisión de medida según la función de error de Gauss:
- 1 Sigma : 33 % de riesgo de error (1 caso de cada 3)
- 2 Sigma : 5 % de riesgo de error (1 caso de cada 20). Es un nivel de confianza habitual en los sondeos demoscópicos.
- 3 Sigma : 0,3 % de riesgo de error (1 caso de cada 333). Una señal a 3 Sigma se suele considerar "significativa" por los investigadores, pero no permite validar oficialmente una teoría científica.
- 4 Sigma : 0,006 % de riesgo de error (1 caso de cada 15 000).
- 5 Sigma : 0,00006 % de riesgo de error (1 caso de cada 2 millones). Permite cualificar un descubrimiento científico.
- 6 Sigma : 1 caso de cada 500 millones. Es el objetivo de precisión de algunos procedimientos industriales.

Para evaluar la pertinencia de sus medidas con "{\displaystyle x} Sigma" para un riesgo de error {\displaystyle R}, los científicos utilizan la función siguiente :
{\displaystyle R={\frac {1}{1-\operatorname {erf} \left({\frac {x}{\sqrt {2}}}\right)}}}
donde erf es la función error.

## Descubrimientos geográficos
También se denominan "descubrimientos" las primeras incursiones de gente de una cultura en el ambiente geográfico y cultural de otra. La cultura occidental ha usado el término para enfatizar la importancia en la historia del mundo de la exploración ligada a la expansión de Europa hacia el resto del mundo, con el "descubrimiento" de cada continente, isla y accidente geográfico, con el auspicio de gobiernos en la Era de los descubrimientos, o mediante las actividades comerciales de viajeros y exploradores, (Marco Polo y otros, Ruta de la seda) descubridores, conquistadores y colonizadores, exploraciones científicas, etc. Perspectivas intelectuales alternativas o críticas a la tradicional, denuncian el sesgo eurocéntrico y etnocéntrico en el lenguaje y el pensamiento, buscando la "visión de los vencidos"; prefieren indicar que los nativos o las geografías no fueron descubiertos puesto que ya estaban allí desde hacía siglos o incluso milenios.

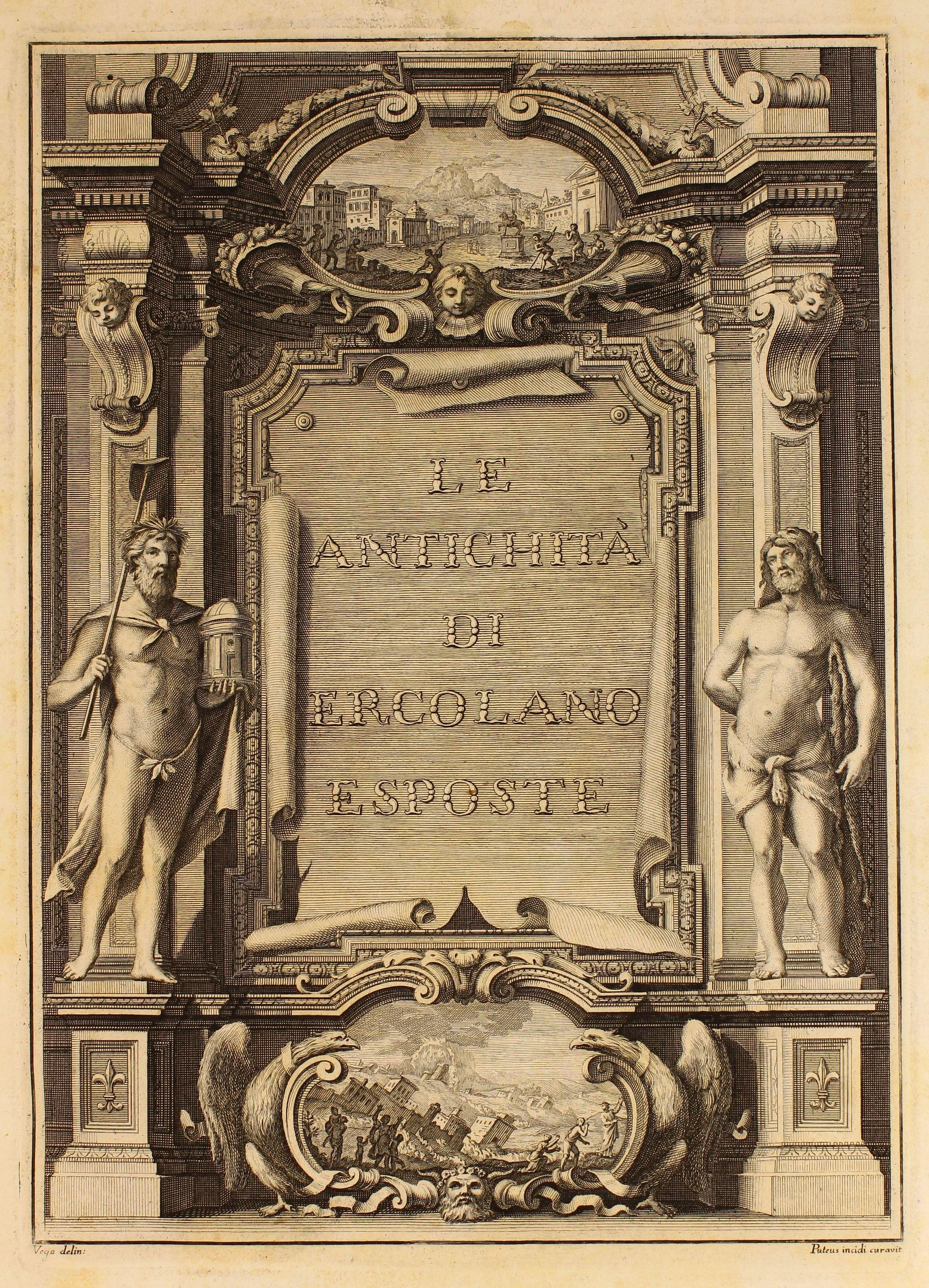
Portada del primer volumen de Le Antichità di Ercolano Esposte ("las antigüedades de Herculano expuestas" o "descubiertas"), 1757. El descubrimiento de Herculano y Pompeya iniciaron la ciencia arqueológica.

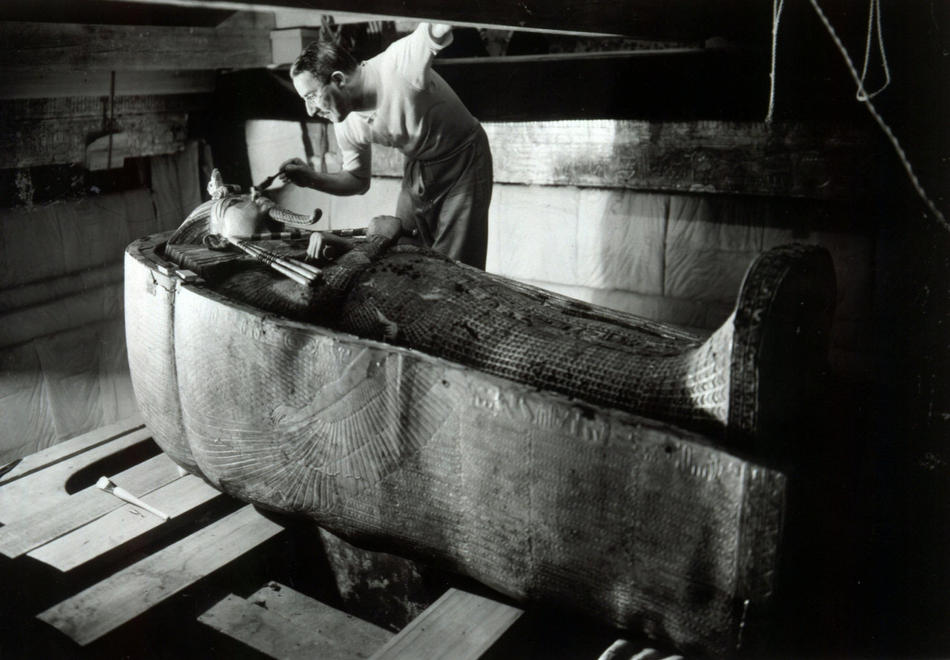
Howard Carter descubriendo la tumba de Tutankamón, 1922.

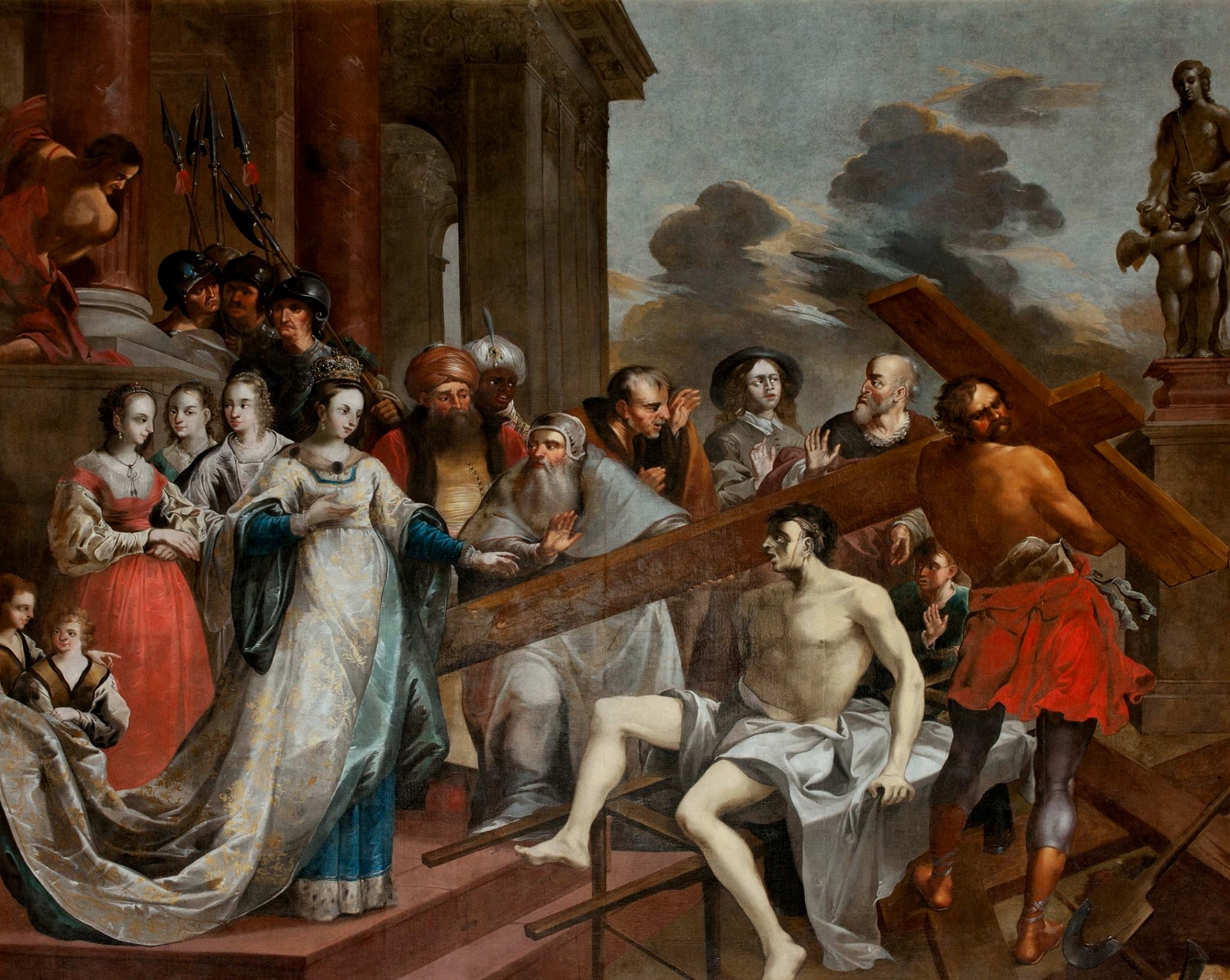
La invención de la Santa Cruz por Santa Elena, cuadro de Tomasz Muszyński, ca. 1654-1658. "Invención" (inventio en latín) se denomina tradicionalmente al "descubrimiento" de las reliquias de los santos, como ocurrió con la tumba de Santiago en Compostela por el monje Pelayo, o con la de San Marcos en Alejandría por los venecianos que trasladaron el cuerpo a su ciudad; más allá de su componente religioso, eran lo que actualmente se considerarían como descubrimientos arqueológicos más o menos verosímiles.

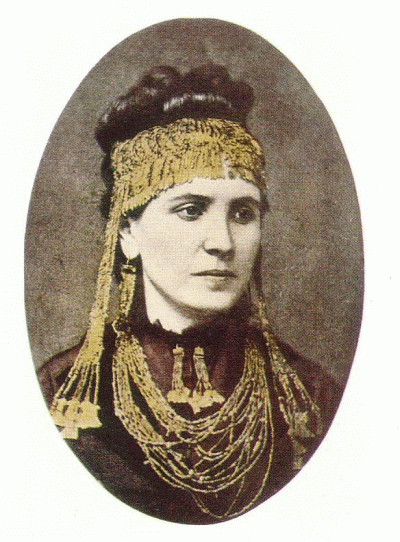
Heinrich Schliemann hizo que su esposa posara luciendo las joyas del denominado tesoro de Príamo que decía haber descubierto en sus excavaciones de Troya (1873).

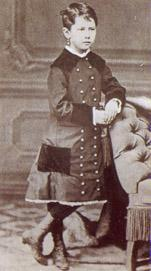
María, la hija de Marcelino Sanz de Sautuola, fue quien "descubrió" las pinturas del techo de la cueva de Altamira, que su padre interpretó como arte prehistórico, suscitando una polémica científica de primer orden.

## Descubrimientos arqueológicos
La arqueología se basa en el hallazgo de yacimientos arqueológicos que son "descubiertos". Los "descubrimientos" son tanto de piezas aisladas (restos humanos -propiamente descubrimientos antropológicos o paleontológicos- o "artefactos" -los propiamente arqueológicos-) como de conjuntos completos (sirven de ejemplo los reflejados en las imágenes que acompañan al texto) que permiten situar cada pieza en su contexto. Tras los primeros intentos de arqueología científica en Pompeya (Roque Joaquín de Alcubierre, Karl Jakob Weber, Pietro La Vega) y Egipto (expedición napoleónica, con su corps de savants, 1798–1799), la escuela escandinava (Christian Jürgensen Thomsen, Oscar Montelius) insistió en la sistematización y periodización. Posteriormente se realizaron los grandes excavaciones de yacimientos clave del entorno mediterráneo (Troya y Micenas por Heinrich Schliemann 1873 y 1876, Knossos por Arthur Evans, 1900-1906) egipcio (Flinders Petrie, Tanis, Amarna, Valle de los Reyes) y medio-oriental (Babilonia, Nínive, Persépolis). Más recientemente, el Gran Túmulo de Vergina o la tumba de Anfípolis en Grecia, en Egipto las ciudades sumergidas de Heracleion y Canopus, o la de Pi-Ramsés, etc. El desarrollo reciente de la arqueología submarina ha proporcionado hallazgos extraordinarios; no solo para restos de época antigua (barcos fenicios de Mazarrón), medieval (naufragios del Mar Negro) o moderna (Vasa, Nuestra Señora de Atocha), sino también de época contemporána, como el del buque Titanic.

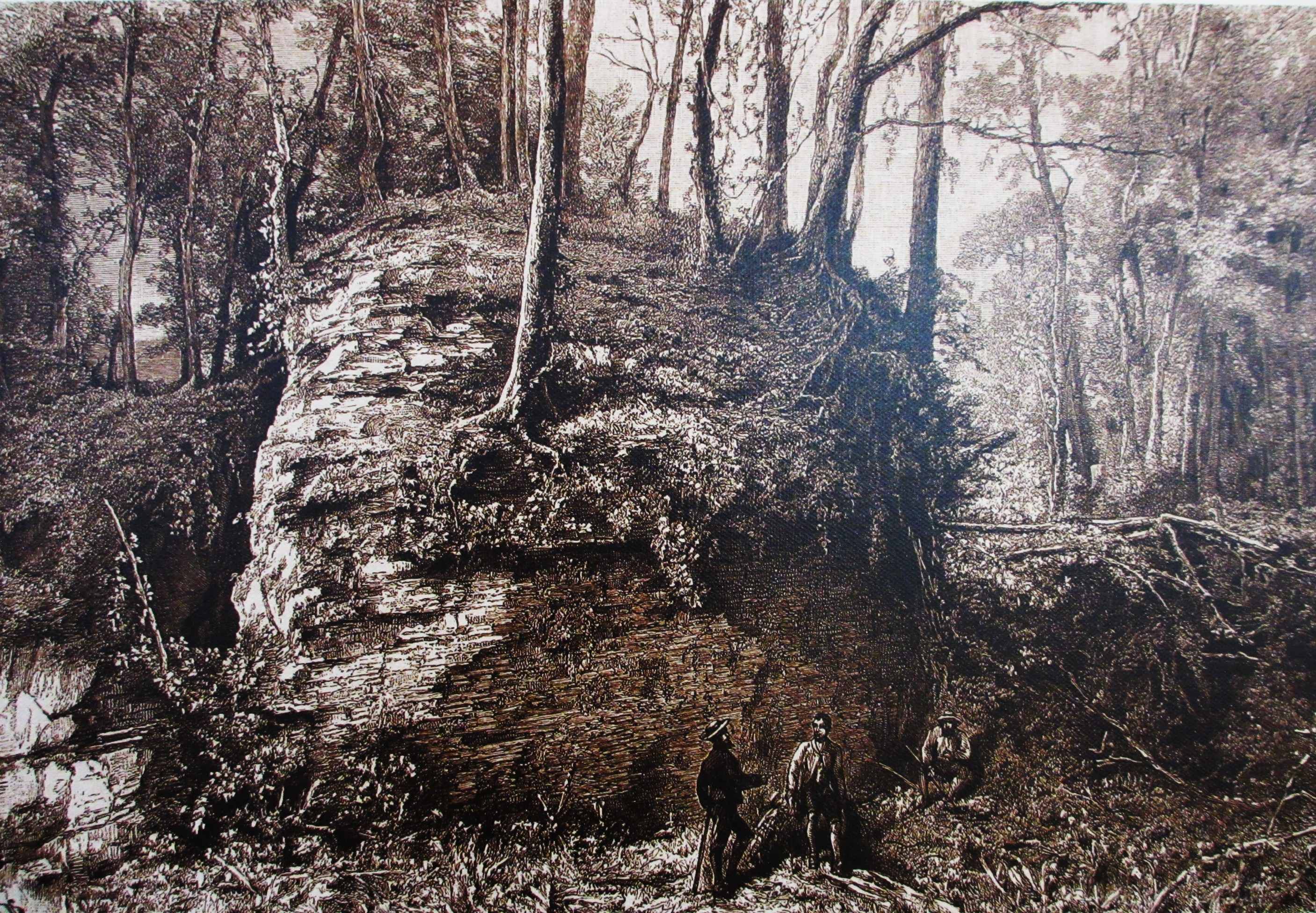
Descubrimiento de Comalcalco, un yacimiento maya; litografía de Désiré Charnay.

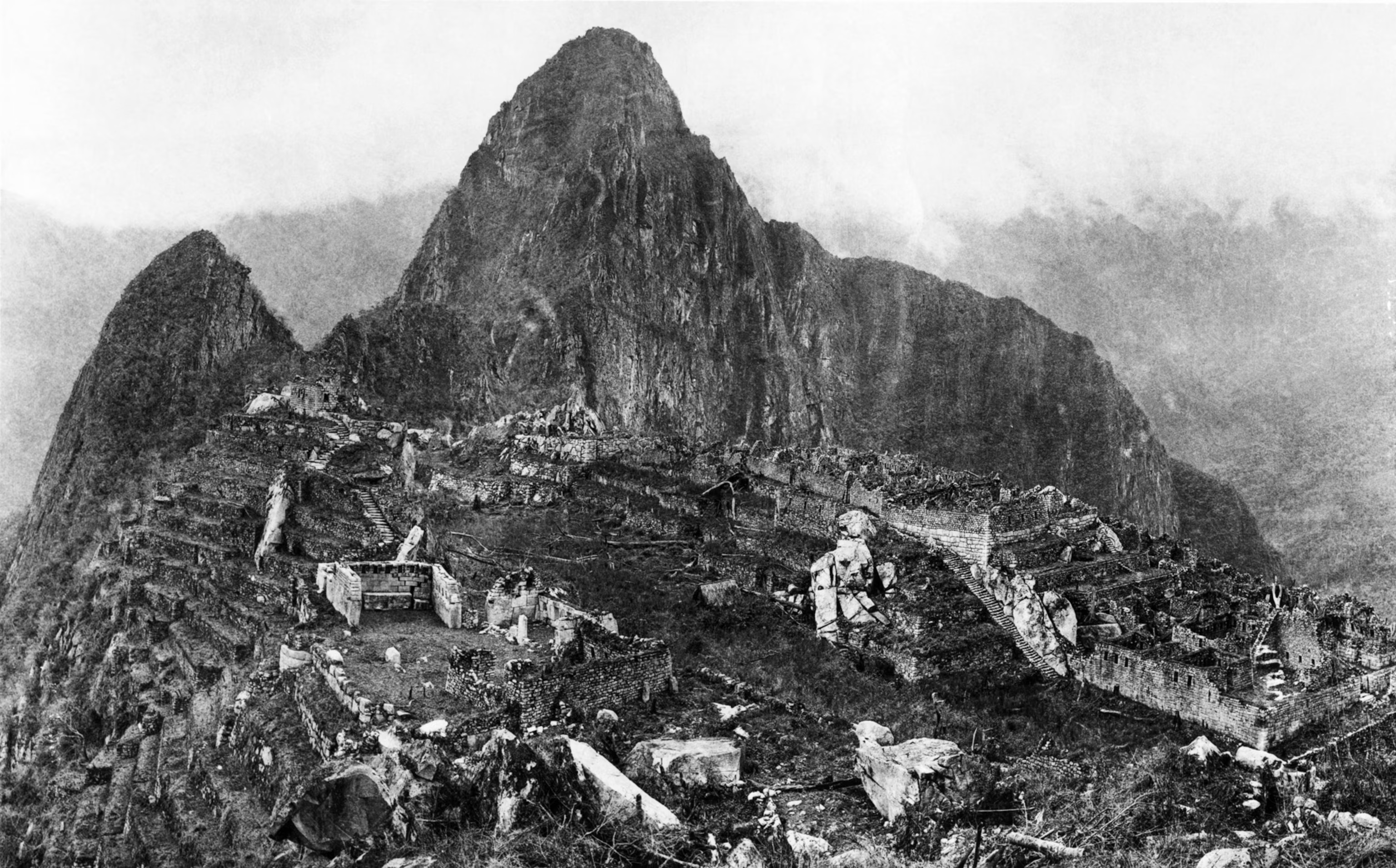
Fotografía de Machu Picchu realizada por Hiram Bingham III, su descubridor científico, en 1912, 9 años después de la llegada de Agustín Lizárraga

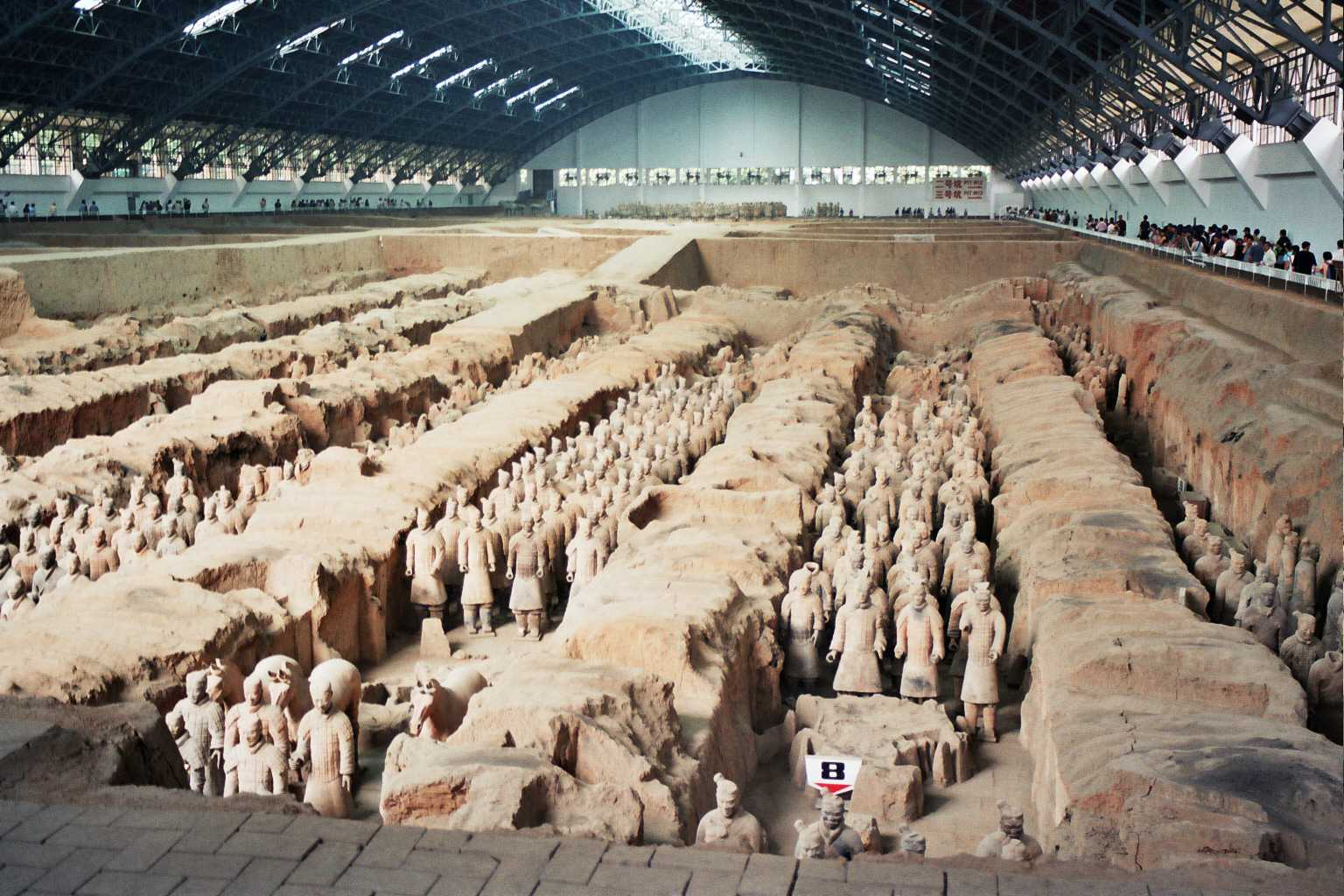
El descubrimiento del mausoleo de Qin Shi Huang, con sus "guerreros de terracota" es el más espectacular de la arqueología china.

## Descubrimientos tecnológicos o invenciones
El resultado de la actividad tecnológica, a diferencia de la científica, no son datos, teorías o leyes, sino procedimientos o dispositivos no existentes previamente en la naturaleza (aunque deriven de ella y sean consecuencia de la aplicación del conocimiento científico); son hallazgos que se denominan inventos.

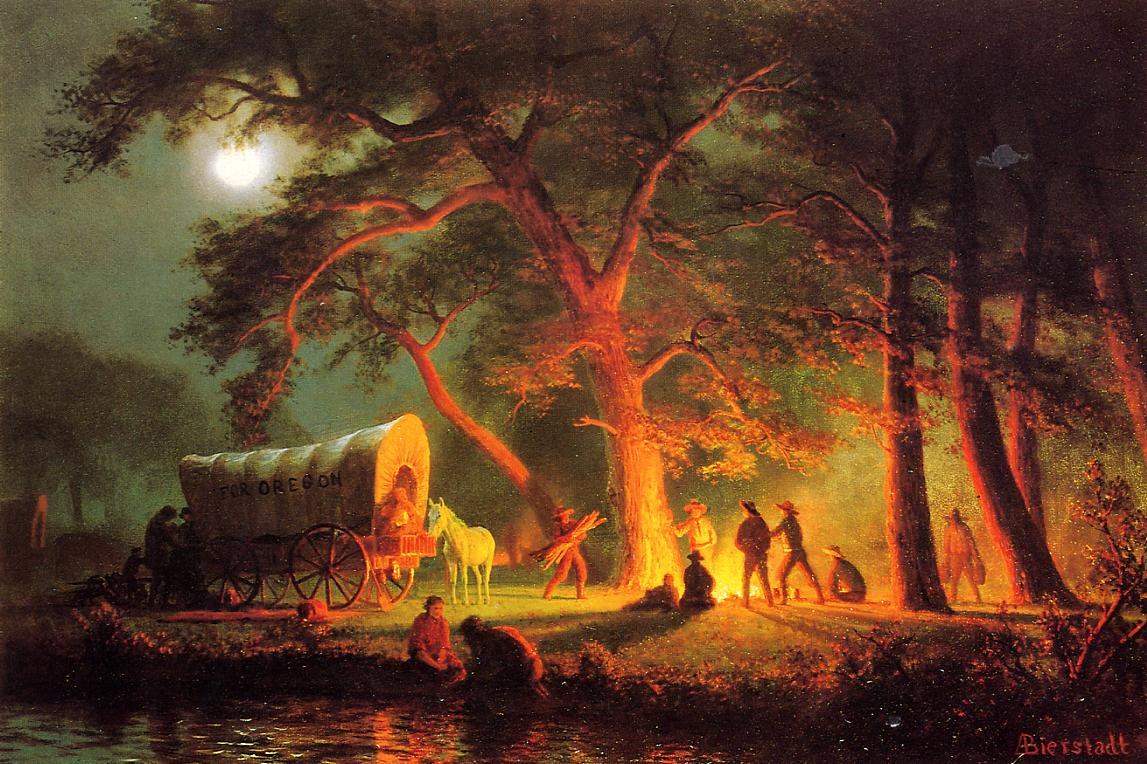
El control del fuego para la iluminación, calefacción y la alimentación; la invención de la rueda para su uso en los transportes y todo tipo de dispositivos, la domesticación de animales; el uso de ropa... la propia técnica pictórica que permite inmortalizar una escena contemplada o imaginada por un artista. Las mistas artes (ars en latín, tecné en griego), por muy "bellas" o "liberales" que se denominen como consecuencia de su consideración social, son creaciones técnicas, como lo son las artesanías, "artes decorativas", "menores" y "aplicadas".